# SD Family Astana
SD Family Astana (kaz. Футбольный клуб SD FAMILY) – profesjonalny klub piłkarski z siedzibą w Astanie, działający od 2015 roku. Obecnie (2025) występuje w Byrynszy liga – drugiej klasie rozgrywkowej w Kazachstanie.

## Historia
Klub został założony przez byłego piłkarza Didara Sydykbeka i oficjalnie założony został w 2015 roku. W latach 2015–2020 funkcjonował pod nazwą FC Didar Sydykbek. Od 2020 roku występuje pod nazwą SD Family. W 2019 roku klub po raz pierwszy rywalizował w Pucharze Kazachstanu, a w sezonie 2020 wziął udział w rozrywkach Jekynszy liga, natomiast rozgrywki zostały przerwane przez pandemię COVID-19. W latach 2021–2022 drużyna brała udział w amatorskiej, rosyjskiej medialnej lidze piłki nożnej. W sezonie 2023 drużyna wywalczyła awans do Byrynszy ligi (drugiego poziomu rozgrywek) – zajęła drugie miejsce w grupie „Północno-Wschodniej”, uzyskując promocję do Byrynszy ligi na sezon 2024. W sezonie 2024, w rozgrywkach Byrynszy ligi SD Family, zajęła 10 miejsce. Aktualnie, w sezonie 2025, klub występuje w Byrynszy lidze.

## Trenerzy
| Lp. | Imię i nazwisko | Okres urzędowania | Okres urzędowania | Źródło |
| --- | --------------- | ----------------- | ----------------- | ------ |
| 1.  | Jegor Azowski   | 12.02.2022        | 02.06.2024        | [ 13 ] |
| 2.  | Kirill Morunow  | 21.11.2024        | nadal             | [ 14 ] |

## Piłkarze
Skład klubu liczy 22 zawodników o średniej wieku 19,8 lat, w tym wszyscy są obywatelami Kazachstanu.

## Stadion
Klub ma swoją siedzibę w Astanie. Mecze domowe SD Family rozgrywane są na niewielkim stadionie Sydykbek Arena w Astanie. Obiekt ten ma miejsce dla 500 widzów.

## SD Family Astana B
Oprócz pierwszej drużyny SD Family posiada zespół rezerw, który w 2025 roku występuje w rozgrywkach Jekynszy ligi, w grupie północno-wschodniej.